# Horch 5-14 PS "Pony"
La Horch 5/14 PS, soprannominata anche Pony, era un'autovettura di fascia bassa prodotta nel solo anno 1914 dalla Casa automobilistica tedesca Horch.

## Storia e profilo
Durante la prima metà degli anni dieci del secolo scorso la Horch stava gradualmente estendendo la propria gamma di vetture, sia verso l'alto, andando ad abbracciare così segmenti di lusso sempre più esclusivi, sia verso il basso, cercando quindi di rendere più accessibile il marchio stesso anche a fasce di clienti che fino a quel momento si erano visti precludere tale possibilità. A questa seconda categoria di autovetture è appartenuta la 5/14 PS, introdotta nell'estate del 1914 e ben presto denominata Pony per via delle sue ridotte dimensioni. La vettura era equipaggiata con un motore a 4 cilindri in linea da 1307 cm³ (alesaggio e corsa: 64,5 x 100 mm), con distribuzione a valvole laterali e potenza massima di 15 CV. 

Venne proposta in due varianti di carrozzeria, torpedo e single phaeton a due posti, ma purtroppo poté essere prodotta e venduta solo in pochi esemplari a causa del successivo scoppio della prima guerra mondiale. Al termine del conflitto la sua produzione non verrà mai ripresa e non verranno mai più prodotti dei modelli Horch in grado di riprenderne l'eredità.